# Синицын, Владимир Геннадьевич
Владимир Геннадьевич Синицын (род. 3 января 1962, Горький) — советский и российский хоккеист, нападающий; тренер.

## Биография
Воспитанник горьковского «Торпедо». В сезонах 1980/81 — 1981/82 в рамках прохождения армейской службы играл за СКА МВО Москва, также провёл четыре матча в чемпионате СССР в составе ЦСКА в мае 1981 года. Выступал за команды «Кристалл» Саратов (1982/83), СК им. Салавата Юлаева (Уфа) (1983/84), «Дизелист» Пенза (1984/85 — 1985/86), «Сокол» Новочебоксарск (1986/87 — 1993/94, 1995/96), «Нефтяник» Альметьевск (1993/94), «Химик» Воскресенск (1993/94), «Рубин» Тюмень (1994/95), «Нефтехимик» Нижнекамск (1994/95 — 1995/96), «Мотор» Заволжье (1995/96, 1998/99 — 1999/2000), «Липецк» (1996—/97), «Ижсталь» Ижевск (1997/98).
Тренер в команде «Мотор» Заволжье (1999/2000). Главный тренер белорусских команд «Химволокно» Могилёв (2001/02) и «Гомель» (2002/03 — 2006/07). Главный тренер юниорской сборной Белоруссии, которая на домашнем чемпионате мира 2004 года, заняв 9 место, вылетела в I дивизион. Тренер юниорской сборной на чемпионате мира 2012 в I дивизионе.
Тренер в командах «Прогресс» Глазов (2008/09), РЦОП (Раубичи, Белоруссия, 2011/12). С 25 августа по 25 сентября 2014 года — главный тренер женской команды СКИФ (НН). Главный тренер «Сокола» Новочебоксарск (2015/16, до 25 ноября), главный тренер «Ариады» Волжск (ВХЛ, 2016/17, до 28 ноября). Главный тренер белорусского ХК «Бобруйск» (2019/20).

## Достижения тренера
- Чемпион Белоруссии (2003)
- Серебряный призёр чемпионата Белоруссии (2002)
- Бронзовый призёр чемпионата Белоруссии (2004)
- Серебряный призёр Континентального кубка Европы (2004)
- Серебряный призёр чемпионата ВЕХЛ (2003, 2004)
- Обладатель Кубка Белоруссии (2002, 2003, 2007)[1]

В «Химволокне» и «Гомеле» играл Владимир Синицын 1984 г. р.